# Saison 2018-2019 de la LHOu
Saison précédente Saison suivante
La saison 2018-2019 est la 53e saison de hockey sur glace de la Ligue de hockey de l'Ouest. La saison régulière débute le 21 septembre 2018 et se termine le 17 mars 2019.

## Saison régulière

### Classement

#### Conférence de l'Est
| Clt   | Équipe                   | PJ | V  | D  | DP | DF | BP  | BC  | Pts |
| ----- | ------------------------ | -- | -- | -- | -- | -- | --- | --- | --- |
| +001, | Raiders de Prince Albert | 68 | 54 | 10 | 2  | 2  | 307 | 156 | 112 |
| +002, | Blades de Saskatoon      | 68 | 45 | 15 | 8  | 0  | 259 | 190 | 98  |
| +003, | Warriors de Moose Jaw    | 68 | 40 | 20 | 6  | 2  | 234 | 192 | 88  |
| +004, | Wheat Kings de Brandon   | 68 | 31 | 29 | 4  | 4  | 230 | 243 | 70  |
| +005, | Pats de Regina           | 68 | 19 | 45 | 1  | 3  | 173 | 271 | 42  |
| +006, | Broncos de Swift Current | 68 | 11 | 51 | 4  | 2  | 135 | 301 | 28  |

- En gras : champion de la ligue
- En italique : qualifié pour les séries éliminatoires

| Clt   | Équipe                   | PJ | V  | D  | DP | DF | BP  | BC  | Pts |
| ----- | ------------------------ | -- | -- | -- | -- | -- | --- | --- | --- |
| +001, | Oil Kings d'Edmonton     | 68 | 42 | 18 | 4  | 4  | 259 | 196 | 92  |
| +002, | Hurricanes de Lethbridge | 68 | 40 | 18 | 5  | 5  | 268 | 234 | 90  |
| +003, | Hitmen de Calgary        | 68 | 36 | 26 | 5  | 1  | 255 | 240 | 78  |
| +004, | Tigers de Medicine Hat   | 68 | 35 | 27 | 4  | 2  | 217 | 222 | 76  |
| +005, | Rebels de Red Deer       | 68 | 33 | 29 | 4  | 2  | 223 | 225 | 72  |
| +006, | Ice de Kootenay          | 68 | 13 | 45 | 7  | 3  | 181 | 324 | 36  |

- En gras : vainqueur de la division
- En italique : qualifié pour les séries éliminatoires

#### Conférence de l'Ouest
| Clt   | Équipe                   | PJ | V  | D  | DP | DF | BP  | BC  | Pts |
| ----- | ------------------------ | -- | -- | -- | -- | -- | --- | --- | --- |
| +001, | Giants de Vancouver      | 68 | 48 | 15 | 3  | 2  | 228 | 162 | 101 |
| +002, | Royals de Victoria       | 68 | 34 | 30 | 2  | 2  | 199 | 227 | 72  |
| +003, | Blazers de Kamloops      | 68 | 28 | 32 | 6  | 2  | 196 | 212 | 64  |
| +004, | Rockets de Kelowna       | 68 | 28 | 32 | 6  | 2  | 169 | 209 | 64  |
| +005, | Cougars de Prince George | 68 | 19 | 41 | 5  | 3  | 152 | 237 | 46  |

- En gras : champion de Conférence
- En italique : qualifié pour les séries éliminatoires

| Clt   | Équipe                  | PJ | V  | D  | DP | DF | BP  | BC  | Pts |
| ----- | ----------------------- | -- | -- | -- | -- | -- | --- | --- | --- |
| +001, | Silvertips d'Everett    | 68 | 47 | 16 | 2  | 3  | 223 | 130 | 99  |
| +002, | Chiefs de Spokane       | 68 | 40 | 21 | 2  | 5  | 267 | 222 | 87  |
| +003, | Winterhawks de Portland | 68 | 40 | 22 | 3  | 3  | 258 | 210 | 86  |
| +004, | Americans de Tri-City   | 68 | 34 | 28 | 5  | 1  | 214 | 230 | 74  |
| +005, | Thunderbirds de Seattle | 68 | 31 | 29 | 6  | 2  | 231 | 245 | 70  |

- En gras : vainqueur de la division
- En italique : qualifié pour les séries éliminatoires

### Meilleurs pointeurs
| Nom               | Équipe                   | PJ | B  | A  | Pts | Pun |
| ----------------- | ------------------------ | -- | -- | -- | --- | --- |
| Joachim Blichfeld | Winterhawks de Portland  | 68 | 53 | 61 | 114 | 70  |
| Tristan Langan    | Warriors de Moose Jaw    | 67 | 53 | 60 | 113 | 89  |
| Justin Almeida    | Warriors de Moose Jaw    | 64 | 33 | 78 | 111 | 14  |
| Brandon Hagel     | Rebels de Red Deer       | 66 | 41 | 61 | 102 | 80  |
| Trey Fix-Wolansky | Oil Kings d'Edmonton     | 65 | 37 | 65 | 102 | 52  |
| Stelio Mattheos   | Wheat Kings de Brandon   | 65 | 44 | 52 | 96  | 77  |
| Nick Henry        | Hurricanes de Lethbridge | 69 | 29 | 65 | 94  | 66  |
| Brett Leason      | Raiders de Prince Albert | 55 | 36 | 53 | 89  | 28  |
| Noah Gregor       | Raiders de Prince Albert | 63 | 43 | 45 | 88  | 38  |
| Parker AuCoin     | Americans de Tri-City    | 68 | 42 | 42 | 84  | 21  |

### Meilleurs gardiens
| Nom           | Équipe                   | PJ | Min   | V  | D  | DP | DF | Bl | Moy  | %Arr |
| ------------- | ------------------------ | -- | ----- | -- | -- | -- | -- | -- | ---- | ---- |
| Dustin Wolf   | Silvertips d'Everett     | 61 | 3 615 | 41 | 15 | 2  | 2  | 7  | 1,69 | 93,6 |
| Ian Scott     | Raiders de Prince Albert | 49 | 2 923 | 38 | 8  | 1  | 2  | 8  | 1,83 | 93,2 |
| Trent Miner   | Giants de Vancouver      | 32 | 1 876 | 24 | 5  | 1  | 1  | 3  | 1,98 | 92,4 |
| David Tendeck | Giants de Vancouver      | 38 | 2 225 | 24 | 10 | 2  | 1  | 4  | 2,48 | 91,1 |
| Dylan Myskiw  | Oil Kings d'Edmonton     | 45 | 2 629 | 28 | 11 | 2  | 3  | 1  | 2,53 | 91,4 |

## Séries éliminatoires
|  | Huitièmes de finale      | Huitièmes de finale      | Huitièmes de finale      | Huitièmes de finale      |                          |                          | Quarts de finale | Quarts de finale | Quarts de finale | Quarts de finale |  |  | Demi-finales | Demi-finales | Demi-finales | Demi-finales |  |  | Finale | Finale | Finale | Finale |
|  |                          |                          |                          |                          |                          |                          |                  |                  |                  |                  |  |  |              |              |              |              |  |  |        |        |        |        |
|  |                          |                          |                          |                          |                          |                          |                  |                  |                  |                  |  |  |              |              |              |              |  |  |        |        |        |        |
|  | Giants de Vancouver      | Giants de Vancouver      | 4                        | 4                        |                          |                          |                  |                  |                  |                  |  |  |              |              |              |              |  |  |        |        |        |        |
|  | Giants de Vancouver      | Giants de Vancouver      | 4                        | 4                        |                          |                          |                  |                  |                  |                  |  |  |              |              |              |              |  |  |        |        |        |        |
|  | Thunderbirds de Seattle  | Thunderbirds de Seattle  | 2                        | 2                        |                          |                          |                  |                  |                  |                  |  |  |              |              |              |              |  |  |        |        |        |        |
|  | Thunderbirds de Seattle  | Thunderbirds de Seattle  | 2                        | 2                        | Giants de Vancouver      | Giants de Vancouver      | 4                | 4                |                  |                  |  |  |              |              |              |              |  |  |        |        |        |        |
|  |                          |                          |                          |                          | Giants de Vancouver      | Giants de Vancouver      | 4                | 4                |                  |                  |  |  |              |              |              |              |  |  |        |        |        |        |
|  |                          |                          | Royals de Victoria       | Royals de Victoria       | 1                        | 1                        |                  |                  |                  |                  |  |  |              |              |              |              |  |  |        |        |        |        |
|  | Royals de Victoria       | Royals de Victoria       | Royals de Victoria       | Royals de Victoria       | 1                        | 1                        | 4                | 4                |                  |                  |  |  |              |              |              |              |  |  |        |        |        |        |
|  | Royals de Victoria       | Royals de Victoria       |                          |                          |                          |                          |                  | 4                |                  |                  |  |  |              |              |              |              |  |  |        |        |        |        |
|  | Blazers de Kamloops      | Blazers de Kamloops      | 2                        | 2                        |                          |                          |                  |                  |                  |                  |  |  |              |              |              |              |  |  |        |        |        |        |
|  | Blazers de Kamloops      | Blazers de Kamloops      | 2                        | 2                        | Giants de Vancouver      | Giants de Vancouver      | 4                | 4                |                  |                  |  |  |              |              |              |              |  |  |        |        |        |        |
|  |                          |                          |                          |                          | Giants de Vancouver      | Giants de Vancouver      | 4                | 4                |                  |                  |  |  |              |              |              |              |  |  |        |        |        |        |
|  |                          |                          | Chiefs de Spokane        | Chiefs de Spokane        | 1                        | 1                        |                  |                  |                  |                  |  |  |              |              |              |              |  |  |        |        |        |        |
|  | Silvertips d'Everett     | Silvertips d'Everett     | Chiefs de Spokane        | Chiefs de Spokane        | 1                        | 1                        | 4                | 4                |                  |                  |  |  |              |              |              |              |  |  |        |        |        |        |
|  | Silvertips d'Everett     | Silvertips d'Everett     |                          |                          |                          |                          |                  | 4                |                  |                  |  |  |              |              |              |              |  |  |        |        |        |        |
|  | Americans de Tri-City    | Americans de Tri-City    | 1                        | 1                        |                          |                          |                  |                  |                  |                  |  |  |              |              |              |              |  |  |        |        |        |        |
|  | Americans de Tri-City    | Americans de Tri-City    | 1                        | 1                        | Silvertips d'Everett     | Silvertips d'Everett     | 1                | 1                |                  |                  |  |  |              |              |              |              |  |  |        |        |        |        |
|  |                          |                          |                          |                          | Silvertips d'Everett     | Silvertips d'Everett     | 1                | 1                |                  |                  |  |  |              |              |              |              |  |  |        |        |        |        |
|  |                          |                          | Chiefs de Spokane        | Chiefs de Spokane        | 4                        | 4                        |                  |                  |                  |                  |  |  |              |              |              |              |  |  |        |        |        |        |
|  | Chiefs de Spokane        | Chiefs de Spokane        | Chiefs de Spokane        | Chiefs de Spokane        | 4                        | 4                        | 4                | 4                |                  |                  |  |  |              |              |              |              |  |  |        |        |        |        |
|  | Chiefs de Spokane        | Chiefs de Spokane        |                          |                          |                          |                          |                  | 4                |                  |                  |  |  |              |              |              |              |  |  |        |        |        |        |
|  | Winterhawks de Portland  | Winterhawks de Portland  | 1                        | 1                        |                          |                          |                  |                  |                  |                  |  |  |              |              |              |              |  |  |        |        |        |        |
|  | Winterhawks de Portland  | Winterhawks de Portland  | 1                        | 1                        | Giants de Vancouver      | Giants de Vancouver      | 3                | 3                |                  |                  |  |  |              |              |              |              |  |  |        |        |        |        |
|  |                          |                          |                          |                          | Giants de Vancouver      | Giants de Vancouver      | 3                | 3                |                  |                  |  |  |              |              |              |              |  |  |        |        |        |        |
|  |                          |                          | Raiders de Prince Albert | Raiders de Prince Albert | 4                        | 4                        |                  |                  |                  |                  |  |  |              |              |              |              |  |  |        |        |        |        |
|  | Raiders de Prince Albert | Raiders de Prince Albert | Raiders de Prince Albert | Raiders de Prince Albert | 4                        | 4                        | 4                | 4                |                  |                  |  |  |              |              |              |              |  |  |        |        |        |        |
|  | Raiders de Prince Albert | Raiders de Prince Albert |                          |                          |                          |                          |                  | 4                |                  |                  |  |  |              |              |              |              |  |  |        |        |        |        |
|  | Rebels de Red Deer       | Rebels de Red Deer       | 0                        | 0                        |                          |                          |                  |                  |                  |                  |  |  |              |              |              |              |  |  |        |        |        |        |
|  | Rebels de Red Deer       | Rebels de Red Deer       | 0                        | 0                        | Raiders de Prince Albert | Raiders de Prince Albert | 4                | 4                |                  |                  |  |  |              |              |              |              |  |  |        |        |        |        |
|  |                          |                          |                          |                          | Raiders de Prince Albert | Raiders de Prince Albert | 4                | 4                |                  |                  |  |  |              |              |              |              |  |  |        |        |        |        |
|  |                          |                          | Blades de Saskatoon      | Blades de Saskatoon      | 2                        | 2                        |                  |                  |                  |                  |  |  |              |              |              |              |  |  |        |        |        |        |
|  | Blades de Saskatoon      | Blades de Saskatoon      | Blades de Saskatoon      | Blades de Saskatoon      | 2                        | 2                        | 4                | 4                |                  |                  |  |  |              |              |              |              |  |  |        |        |        |        |
|  | Blades de Saskatoon      | Blades de Saskatoon      |                          |                          |                          |                          |                  | 4                |                  |                  |  |  |              |              |              |              |  |  |        |        |        |        |
|  | Warriors de Moose Jaw    | Warriors de Moose Jaw    | 0                        | 0                        |                          |                          |                  |                  |                  |                  |  |  |              |              |              |              |  |  |        |        |        |        |
|  | Warriors de Moose Jaw    | Warriors de Moose Jaw    | 0                        | 0                        | Raiders de Prince Albert | Raiders de Prince Albert | 4                | 4                |                  |                  |  |  |              |              |              |              |  |  |        |        |        |        |
|  |                          |                          |                          |                          | Raiders de Prince Albert | Raiders de Prince Albert | 4                | 4                |                  |                  |  |  |              |              |              |              |  |  |        |        |        |        |
|  |                          |                          | Oil Kings d'Edmonton     | Oil Kings d'Edmonton     | 2                        | 2                        |                  |                  |                  |                  |  |  |              |              |              |              |  |  |        |        |        |        |
|  | Oil Kings d'Edmonton     | Oil Kings d'Edmonton     | Oil Kings d'Edmonton     | Oil Kings d'Edmonton     | 2                        | 2                        | 4                | 4                |                  |                  |  |  |              |              |              |              |  |  |        |        |        |        |
|  | Oil Kings d'Edmonton     | Oil Kings d'Edmonton     |                          |                          |                          |                          |                  | 4                |                  |                  |  |  |              |              |              |              |  |  |        |        |        |        |
|  | Tigers de Medicine Hat   | Tigers de Medicine Hat   | 2                        | 2                        |                          |                          |                  |                  |                  |                  |  |  |              |              |              |              |  |  |        |        |        |        |
|  | Tigers de Medicine Hat   | Tigers de Medicine Hat   | 2                        | 2                        | Oil Kings d'Edmonton     | Oil Kings d'Edmonton     | 4                | 4                |                  |                  |  |  |              |              |              |              |  |  |        |        |        |        |
|  |                          |                          |                          |                          | Oil Kings d'Edmonton     | Oil Kings d'Edmonton     | 4                | 4                |                  |                  |  |  |              |              |              |              |  |  |        |        |        |        |
|  |                          |                          | Hitmen de Calgary        | Hitmen de Calgary        | 0                        | 0                        |                  |                  |                  |                  |  |  |              |              |              |              |  |  |        |        |        |        |
|  | Hurricanes de Lethbridge | Hurricanes de Lethbridge | Hitmen de Calgary        | Hitmen de Calgary        | 0                        | 0                        | 3                | 3                |                  |                  |  |  |              |              |              |              |  |  |        |        |        |        |
|  | Hurricanes de Lethbridge | Hurricanes de Lethbridge |                          |                          |                          |                          |                  | 3                |                  |                  |  |  |              |              |              |              |  |  |        |        |        |        |
|  | Hitmen de Calgary        | Hitmen de Calgary        | 4                        | 4                        |                          |                          |                  |                  |                  |                  |  |  |              |              |              |              |  |  |        |        |        |        |
|  | Hitmen de Calgary        | Hitmen de Calgary        | 4                        | 4                        |                          |                          |                  |                  |                  |                  |  |  |              |              |              |              |  |  |        |        |        |        |
|  |                          |                          |                          |                          |                          |                          |                  |                  |                  |                  |  |  |              |              |              |              |  |  |        |        |        |        |

## Récompenses
- Trophée Scotty-Munro, remis au champion de la saison régulière  : Raiders de Prince Albert
- Trophée commémoratif des quatre Broncos, remis au meilleur joueur : Joachim Blichfeld (Winterhawks de Portland)
- Trophée Daryl-K.-(Doc)-Seaman, remis au meilleur joueur étudiant : Dustin Wolf (Silvertips d'Everett)
- Trophée Bob-Clarke, remis au meilleur pointeur : Joachim Blichfeld (Winterhawks de Portland)
- Trophée Brad-Hornung, remis au joueur ayant le meilleur esprit sportif : Justin Almeida (Warriors de Moose Jaw)
- Trophée commémoratif Bill-Hunter, remis au meilleur défenseur : Ty Smith (Chiefs de Spokane)
- Trophée Jim-Piggott, remis à la meilleure recrue : Brayden Tracey (Warriors de Moose Jaw)
- Trophée Del-Wilson, remis au meilleur gardien : Ian Scott (Raiders de Prince Albert)
- Trophée Dunc-McCallum, remis au meilleur entraîneur : Marc Habscheid (Raiders de Prince Albert)
- Trophée Lloyd-Saunders, remis au membre exécutif de l'année : Curtis Hunt (Raiders de Prince Albert)
- Trophée Allen-Paradice, remis au meilleur arbitre : Brett Iverson
- Trophée St. Clair Group, remis au meilleur membre des relations publique : Silvertips d'Everett
- Trophée Doug-Wickenheiser, remis au joueur ayant démontré la meilleure implication auprès de sa communauté : Will Warm (Oil Kings d'Edmonton)
- Trophée plus-moins de la WHL, remis au joueur ayant le meilleur ratio +/- :
- Trophée airBC, remis au meilleur joueur en série éliminatoire : Ian Scott (Raiders de Prince Albert)
- Alumni Achievement Awards :

### Équipes d'étoiles

#### Conférence de l'Est
| Position       | Joueur            | Équipe                   |
| -------------- | ----------------- | ------------------------ |
| Gardien de but | Ian Scott         | Raiders de Prince Albert |
| Défenseur      | Josh Brook        | Warriors de Moose Jaw    |
| Défenseur      | Dawson Davidson   | Blades de Saskatoon      |
| Attaquant      | Trey Fix-Wolansky | Oil Kings d'Edmonton     |
| Attaquant      | Tristin Langan    | Warriors de Moose Jaw    |
| Attaquant      | Brett Leason      | Raiders de Prince Albert |

| Position       | Joueur           | Équipe                   |
| -------------- | ---------------- | ------------------------ |
| Gardien de but | Mads Sogaard     | Tigers de Medicine Hat   |
| Défenseur      | Jett Woo         | Warriors de Moose Jaw    |
| Défenseur      | Brayden Pachal   | Raiders de Prince Albert |
| Ailier gauche  | Brandon Hagel    | Rebels de Red Deer       |
| Centre         | Stelios Mattheos | Wheat Kings de Brandon   |
| Ailier droit   | Mark Kastelic    | Hitmen de Calgary        |

#### Conférence de l'Ouest
| Position       | Joueur            | Équipe                  |
| -------------- | ----------------- | ----------------------- |
| Gardien de but | Dustin Wolf       | Silvertips d'Everett    |
| Défenseur      | Ty Smith          | Chiefs de Spokane       |
| Défenseur      | Bowen Byram       | Giants de Vancouver     |
| Attaquant      | Joachim Blichfeld | Winterhawks de Portland |
| Attaquant      | Cody Glass        | Winterhawks de Portland |
| Attaquant      | Connor Dewar      | Silvertips d'Everett    |

| Position       | Joueur         | Équipe                  |
| -------------- | -------------- | ----------------------- |
| Gardien de but | Beck Warm      | Americans de Tri-City   |
| Défenseur      | Lassi Thomson  | Rockets de Kelowna      |
| Défenseur      | Scott Walford  | Royals de Victoria      |
| Ailier gauche  | Parker AuCoin  | Americans de Tri-City   |
| Centre         | Matthew Wedman | Thunderbirds de Seattle |
| Ailier droit   | Riley Woods    | Chiefs de Spokane       |